# Belenois raffrayi
Belenois raffrayi е вид пеперуда от семейство Pieridae. Видът не е застрашен от изчезване.

## Разпространение
Разпространен е в Бурунди, Демократична република Конго, Етиопия, Кения, Руанда, Танзания, Уганда и Южен Судан.